# Region Plateaux
Plateaux – jeden z pięciu regionów Togo. Jego stolicą jest Atakpamé, a największym miastem - Kpalimé. Poza tym, na terenie regionu znajdują się jeszcze trzy miasta liczące powyżej 10 000 mieszkańców: Anié, Notsé oraz Badou. Region graniczy od wschodu z Beninem, od zachodu z Ghaną, od północy z regionem Centre, a od południa z regionem Maritime.
Region Plateaux dzieli się na dziewięć prefektur: Agou, Amou, Danyi, Est-Mono, Haho, Kloto, Moyen-Mono, Ogou oraz Wawa.